# Bitva o Širojamu
Bitva o Širojamu (japonsky: 城山の戦い, Širojama no tatakai) se odehrála 24. září 1877 v japonské Kagošimě. Byla to poslední bitva sacumského povstání.
30 000 císařských vojáků pod velením Sumijošiho Kawamury, ozbrojených puškami, kanóny a kulomety Gatling napadlo několik stovek samurajů pod vedením Takamoriho Saigóa. Těchto 300-400 samurajů bylo vše, co zbylo z původní armády 25 000 válečníků, která obléhala císařskou posádku ve městě Kumamoto šest týdnů před bitvou o Širojamu.

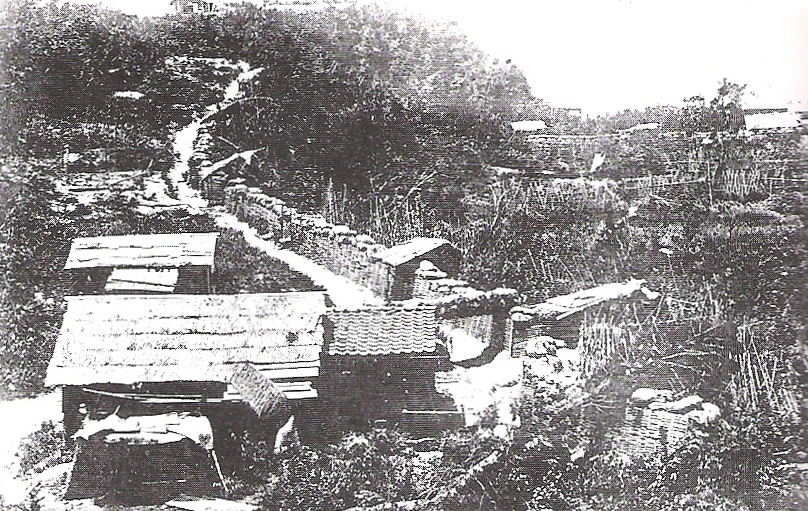
Opevnění Japonské císařské armády vedoucí kolem Širojamy. Fotografie z roku 1877.

Problémy se zásobováním donutily Takamoriho Saigóa, aby se bránil jen s omezenou podporou mušket a bez kanónů. Přesto samurajové, pod těžkou palbou, zaútočili na řady císařské armády. Sumijoši Kawamura, velitel císařské armády, nevycvičil svoje muže pro boj z blízka. V několika minutách se organizovaná císařská linie změnila v chaos. Samurajské šermířství obstálo proti armádě s velmi malým výcvikem tradičního boje. Na krátkou dobu Saigóovy linie držely. Císařská armáda však nedovolila samurajům se znovu přiblížit a zlikvidovala Saigóovy muže z bezpečné vzdálenosti. Někteří samurajové se stáhli, zatímco ostatní odlákali palbu gatlingů na sebe.
Samurajové věděli, že vítězství bylo nedosažitelné a doufali, že budou omilostněni. Za účelem získání sympatií jezdili do kola před nepřítelem. Starší muži, kteří už spoustu let nebojovali si oblékli své přilby na svou poslední jízdu. Pro mnoho císařských vojáků byla střelba do starců příliš. Císařská armáda bitvu vyhrála, ale samurajové si získali respekt mnohých, kdož byli události přítomni.
Situace byla pro Saigóa velmi ponurá. Bitva došla náhlému konci, když byl Saigó zasažen téměř smrtelnou střelou do stehenní tepny. Jeho zbylí muži se s ním stáhli do nedalekých lesů, kde mohl Saigó dojít svého konce v klidu. Legenda praví, že jeden z jeho samurajů mu asistoval při seppuku, než ho mohli nepřátelé zajmout. Některé důkazy však dokládají, že Saigó ve skutečnosti zemřel na následky střelného zranění, načež mu Beppu odťal hlavu, aby zachoval jeho důstojnost.
22. února 1889 udělil císař Meidži Saigóovi posmrtnou milost. V Kagošimském centrálním parku stojí socha na jeho počest.

## Populární kultura
Tato bitva inspirovala finální scény filmu Poslední samuraj.
O této bitvě pojednává píseň „Shiroyama“ z alba The Last Stand od švédské heavymetalové/powermetalové skupiny Sabaton.